# Gran Premio di superbike di Sugo 1991
Il Gran Premio di Superbike di Sugo 1991 è stata l'ottava prova del campionato mondiale Superbike 1991, è stato disputato il 25 agosto sul circuito di Sugo e ha visto la vittoria di Doug Polen in gara 1, lo stesso pilota si è ripetuto anche in gara 2. Oltre alle due vittorie, il pilota statunitense ha ottenuto anche la pole position e il giro più veloce in entrambe le occasioni.

## Risultati

### Gara 1

#### Arrivati al traguardo[3]
| Pos. | Nº | Pilota            | Motocicletta | Tempo     | Griglia | Punti |
| ---- | -- | ----------------- | ------------ | --------- | ------- | ----- |
| 1º   | 23 | Doug Polen        | Ducati       | 39:40.716 | 1º      | 20    |
| 2º   | 4  | Robert Phillis    | Kawasaki     | +0:05.437 | 2º      | 17    |
| 3º   | 28 | Aaron Slight      | Kawasaki     | +0:06.867 | 8º      | 15    |
| 4º   | 15 | Peter Goddard     | Yamaha       | +0:07.025 | 6º      | 13    |
| 5º   | 45 | Kevin Magee       | Yamaha       | +0:07.570 | 9º      | 11    |
| 6º   | 1  | Raymond Roche     | Ducati       | +0:13.878 | 10º     | 10    |
| 7º   | 2  | Fabrizio Pirovano | Yamaha       | +0:13.947 | 18º     | 9     |
| 8º   | 29 | Scott Russell     | Kawasaki     | +0:17.527 | 11º     | 8     |
| 9º   | 25 | Davide Tardozzi   | Ducati       | +0:25.271 | 12º     | 7     |
| 10º  | 9  | Giancarlo Falappa | Ducati       | +0:25.449 | 14º     | 6     |
| 11º  | 5  | Carl Fogarty      | Honda        | +0:28.275 | 15º     | 5     |
| 12º  | 27 | Fred Merkel       | Honda        | +0:34.324 | 5º      | 4     |
| 13º  | 41 | Ryuji Tsuruta     | Kawasaki     | +0:41.828 | 13º     | 3     |
| 14º  | 44 | Kiyokazu Tada     | Kawasaki     | +0:42.558 | 20º     | 2     |
| 15º  | 36 | Masanao Aoki      | Suzuki       | +0:42.584 | 16º     | 1     |
| 16º  | 38 | Tetsuya Shirai    | Honda        | +1:14.289 | 23º     |       |
| 17º  | 30 | Juan López Mella  | Honda        | +1:16.807 | 29º     |       |
| 18º  | 17 | Udo Mark          | Yamaha       | +1:20.991 | 28º     |       |
| 19º  | 14 | Malcolm Campbell  | Honda        | +1:21.177 | 26º     |       |
| 20º  | 54 | Tadaaki Hanamura  | Yamaha       | +1:24.435 | 27º     |       |
| 21º  | 99 | Jean-Yves Mounier | Yamaha       | +1 giro   | 31º     |       |
| 22º  | 39 | Tom Kipp          | Yamaha       | +1 giro   | 30º     |       |
| 23º  | 46 | Hiromasa Sakamoto | Yamaha       | +1 giro   | 34º     |       |
| 24º  | 49 | Hiroshi Kobayashi | Yamaha       | +3 giri   | 32º     |       |

#### Ritirati
| Nº | Pilota            | Motocicletta | Giri     | Griglia |
| -- | ----------------- | ------------ | -------- | ------- |
| 88 | Tohru Suzuki      | Kawasaki     | +5 giri  | 36º     |
| 10 | Jari Suhonen      | Yamaha       | +7 giri  | 24º     |
| 33 | Niall Mackenzie   | Yamaha       | +9 giri  | 7º      |
| 24 | Jeffry de Vries   | Yamaha       | +15 giri | 33º     |
| 43 | Shin'Ichiro Ohura | Yamaha       | +18 giri | 22º     |
| 53 | Shingo Kato       | Yamaha       | +18 giri | 21º     |
| 50 | Roy Leslie        | Ducati       | +19 giri | 35º     |
| 34 | Kenji Osaka       | Yamaha       | +20 giri | 17º     |
| 42 | Keiichi Kitagawa  | Kawasaki     | +22 giri | 4º      |
| 7  | Terry Rymer       | Yamaha       | +24 giri | 19º     |
| 3  | Stéphane Mertens  | Ducati       | +25 giri | 3º      |

### Gara 2

#### Arrivati al traguardo[4]
| Pos. | Nº | Pilota            | Motocicletta | Tempo     | Griglia | Punti |
| ---- | -- | ----------------- | ------------ | --------- | ------- | ----- |
| 1º   | 23 | Doug Polen        | Ducati       | 39:39.825 | 1º      | 20    |
| 2º   | 1  | Raymond Roche     | Ducati       | +0:06.024 | 10º     | 17    |
| 3º   | 45 | Kevin Magee       | Yamaha       | +0:06.563 | 9º      | 15    |
| 4º   | 28 | Aaron Slight      | Kawasaki     | +0:06.568 | 8º      | 13    |
| 5º   | 29 | Scott Russell     | Kawasaki     | +0:14.254 | 11º     | 11    |
| 6º   | 33 | Niall Mackenzie   | Yamaha       | +0:14.300 | 7º      | 10    |
| 7º   | 2  | Fabrizio Pirovano | Yamaha       | +0:14.625 | 18º     | 9     |
| 8º   | 5  | Carl Fogarty      | Honda        | +0:15.097 | 15º     | 8     |
| 9º   | 27 | Fred Merkel       | Honda        | +0:18.892 | 5º      | 7     |
| 10º  | 25 | Davide Tardozzi   | Ducati       | +0:22.069 | 12º     | 6     |
| 11º  | 9  | Giancarlo Falappa | Ducati       | +0:22.932 | 14º     | 5     |
| 12º  | 41 | Ryuji Tsuruta     | Kawasaki     | +0:28.636 | 13º     | 4     |
| 13º  | 44 | Kiyokazu Tada     | Kawasaki     | +0:34.979 | 20º     | 3     |
| 14º  | 7  | Terry Rymer       | Yamaha       | +0:47.935 | 19º     | 2     |
| 15º  | 36 | Masanao Aoki      | Suzuki       | +0:48.082 | 16º     | 1     |
| 16º  | 38 | Tetsuya Shirai    | Honda        | +1:00.847 | 23º     |       |
| 17º  | 10 | Jari Suhonen      | Yamaha       | +1:04.825 | 24º     |       |
| 18º  | 30 | Juan López Mella  | Honda        | +1:06.047 | 29º     |       |
| 19º  | 54 | Tadaaki Hanamura  | Yamaha       | +1:15.188 | 27º     |       |
| 20º  | 99 | Jean-Yves Mounier | Yamaha       | +1:15.635 | 31º     |       |
| 21º  | 14 | Malcolm Campbell  | Honda        | +1:15.683 | 26º     |       |
| 22º  | 39 | Tom Kipp          | Yamaha       | +1:18.445 | 30º     |       |
| 23º  | 49 | Hiroshi Kobayashi | Yamaha       | +1:29.575 | 32º     |       |
| 24º  | 24 | Jeffry de Vries   | Yamaha       | +1 giro   | 33º     |       |
| 25º  | 88 | Tohru Suzuki      | Kawasaki     | +1 giro   | 36º     |       |

#### Ritirati
| Nº | Pilota            | Motocicletta | Giri     | Griglia |
| -- | ----------------- | ------------ | -------- | ------- |
| 46 | Hiromasa Sakamoto | Yamaha       | +2 giri  | 34º     |
| 15 | Peter Goddard     | Yamaha       | +14 giri | 6º      |
| 17 | Udo Mark          | Yamaha       | +14 giri | 28º     |
| 3  | Stéphane Mertens  | Ducati       | +15 giri | 3º      |
| 42 | Keiichi Kitagawa  | Kawasaki     | +16 giri | 4º      |
| 4  | Robert Phillis    | Kawasaki     | +20 giri | 2º      |